# Goalpara (distrikt)

Distriktets läge i Assam.

Goalpara är ett distrikt i delstaten Assam i Indien. Huvudort är Goalpara. Distriktet hade ett invånarantal på 822 035 enligt 2001 års folkräkning. Av invånarna var 420 707 män och 401 599 kvinnor.

## Ekonomi
Distriktet präglas fortfarande av jordbruk som utgör näringen för 90 procent av distriktets befolkning, industrialiseringen är låg och försvåras av dåligt utbyggda kommunikationer och transporter och Assams läge längst i östra Indien utan närhet till kusten.